# Kapanga festiva
Kapanga festiva är en spindelart som beskrevs av Forster 1970. Kapanga festiva ingår i släktet Kapanga och familjen panflöjtsspindlar. Inga underarter finns listade i Catalogue of Life.